# Río Guadaiza
Río Guadaiza este o arie protejată (arie specială de conservare — SAC, sit de importanță comunitară — SCI) din Spania întinsă pe o suprafață de 49,42 ha, integral pe uscat.

## Localizare
Centrul sitului Río Guadaiza este situat la coordonatele 36°30′15″N 4°59′09″W / 36.5041°N 4.9858°V.

## Înființare
Situl Río Guadaiza a fost declarat sit de importanță comunitară în decembrie 2000 pentru a proteja 1 specie de plante și 16 specii de animale. Situl a fost protejat și ca arie specială de conservare în ianuarie 2015.

## Biodiversitate
Situată în ecoregiunea mediteraneană, aria protejată conține 7 habitate naturale: Pajiști umede mediteraneene cu ierburi înalte de Molinio-Holoschoenion, Păduri de pin mediteraneene cu pini mezogeni endemici, Pseudostepă cu ierburi și specii anuale de Thero-Brachypodietea, Tufărișuri termo-mediteraneene și de pre-deșert, Galerii de Salix alba și de Populus alba, Galerii și tufărișuri riverane sudice (Nerio-Tamaricetea și Securinegion tinctoriae), Păduri de Quercus suber.
La baza desemnării sitului se află mai multe specii protejate:
- plante (1): Galium viridiflorum
- păsări (5): pescăruș albastru (Alcedo atthis), egretă mare (Ardea alba), barză neagră (Ciconia nigra), egretă mică (Egretta garzetta), stârc pitic (Ixobrychus minutus)
- amfibieni (1): Discoglossus galganoi
- mamifere (4): vidră de râu (Lutra lutra), liliacul mediteranean cu potcoavă (Rhinolophus euryale), liliacul mare cu potcoavă (Rhinolophus ferrumequinum), liliacul cu potcoavă a lui méhely (Rhinolophus mehelyi)
- nevertebrate (4): fluturele auriu (Euphydryas aurinia), Gomphus graslinii, Macromia splendens, Oxygastra curtisii
- pești (1): Pseudochondrostoma willkommii
- reptile (1): Mauremys leprosa

Pe lângă speciile protejate, pe teritoriul sitului au mai fost identificate 1 specie de amfibieni, 1 specie de mamifere, 1 specie de pești.